# Pieter Cornet
Peeter Cornet oder Pieter Cornet (* um 1575 in Brüssel; † 27. März 1633 ebenda) war ein flämischer Komponist und Organist der Frühbarockzeit.  Obwohl nur wenige seiner Kompositionen überlebt haben, wird er weithin als einer der besten Klavierkomponisten des frühen 17. Jahrhunderts angesehen.

## Leben und Wirken
Über die Herkunft und die Ausbildungsjahre von Peeter Cornet sind keine Informationen überliefert. Die erste belegte Nachricht über sein Wirken ist seine Anstellung als Organist an der Kirche St. Nikolaus in Brüssel in den Jahren 1603 bis 1606. Anschließend übernahm er in derselben Stadt die Stellung eines Hoforganisten bei Erzherzog Albrecht und seiner Frau Isabella. Seine Kollegen in der gleichen Stellung waren Peter Philips, John Bull, Juan Zacarias und Vicenzio Gumai. Aus der Überlieferung geht hervor, dass Peter Philips hauptsächlich dem Erzherzog und Peeter Cornet mehr Herzogin Isabella dienstlich zugeordnet war.
Cornet übernahm im Jahr 1611 in der Stadt Zinnik (Soignies) das Amt eines Kanonikers, gab diese Stellung aber schon nach einem Monat wieder auf, weil er sich zur Heirat im selben Jahr entschlossen hatte. Für die Jahre 1612 bis 1623 ist die Geburt von sieben Kindern belegt. In den Rechnungsbüchern der Brüsseler Hofkapelle ist Cornet für die Jahre 1612 bis 1618 als Musiker verzeichnet. Er blieb dieser Institution jedoch sehr wahrscheinlich auch in den folgenden Jahren bis an sein Lebensende verbunden, bei gleichzeitiger Zusammenarbeit mit John Bull und Peter Philips. Die Verantwortlichen der Sankt-Rombouts-Kathedrale von Mechelen hatten schon im Jahr 1615 Cornets Rat wegen ihrer Orgel in Anspruch genommen; 1624 verpflichtete er sich vertraglich, den Neubau eines Teils dieser Orgel zu überwachen.

## Bedeutung
Wenn auch nur wenige Werke von Cornet überliefert sind, bezeugen diese jedoch eine große Vielseitigkeit und eine am internationalen Hof in Brüssel gewonnene Vertrautheit mit der Orgelmusik aus Deutschland, England, Spanien und Italien. Eine Toccata mit Fantasia erinnern deutlich an die Werke von Girolamo Frescobaldi, Andrea und Giovanni Gabrieli, Girolamo Diruta oder Claudio Merulo. Der Stil spanischer Orgelstücke mit ihren charakteristischen Zügen eines „Tiento de medio registro de baxon“ zeigt sich in einer anderen Fantasia von Cornet. In der Figuration und Ornamentierung einiger Werke zeigt sich englischer Einfluss, der möglicherweise von John Bull und Peter Philips vermittelt wurde. Im Gegensatz zu seinem berühmten Zeitgenossen Jan Pieterszoon Sweelinck sind seine großen Fantasien mit mehreren Themen angelegt; sie zeichnen sich durch lebhafte Erfindung und reichhaltige Struktur aus.

## Werke (alle für Orgel)
- 9 Fantasien
- 1 Toccata
- 2 Couranten
- 1 „Aria del gran Duca“
- 4 liturgische Stücke: Salve Regina, Tantum ergo, Regina coeli und Te Deum